# 威廉·柯林斯 (画家)

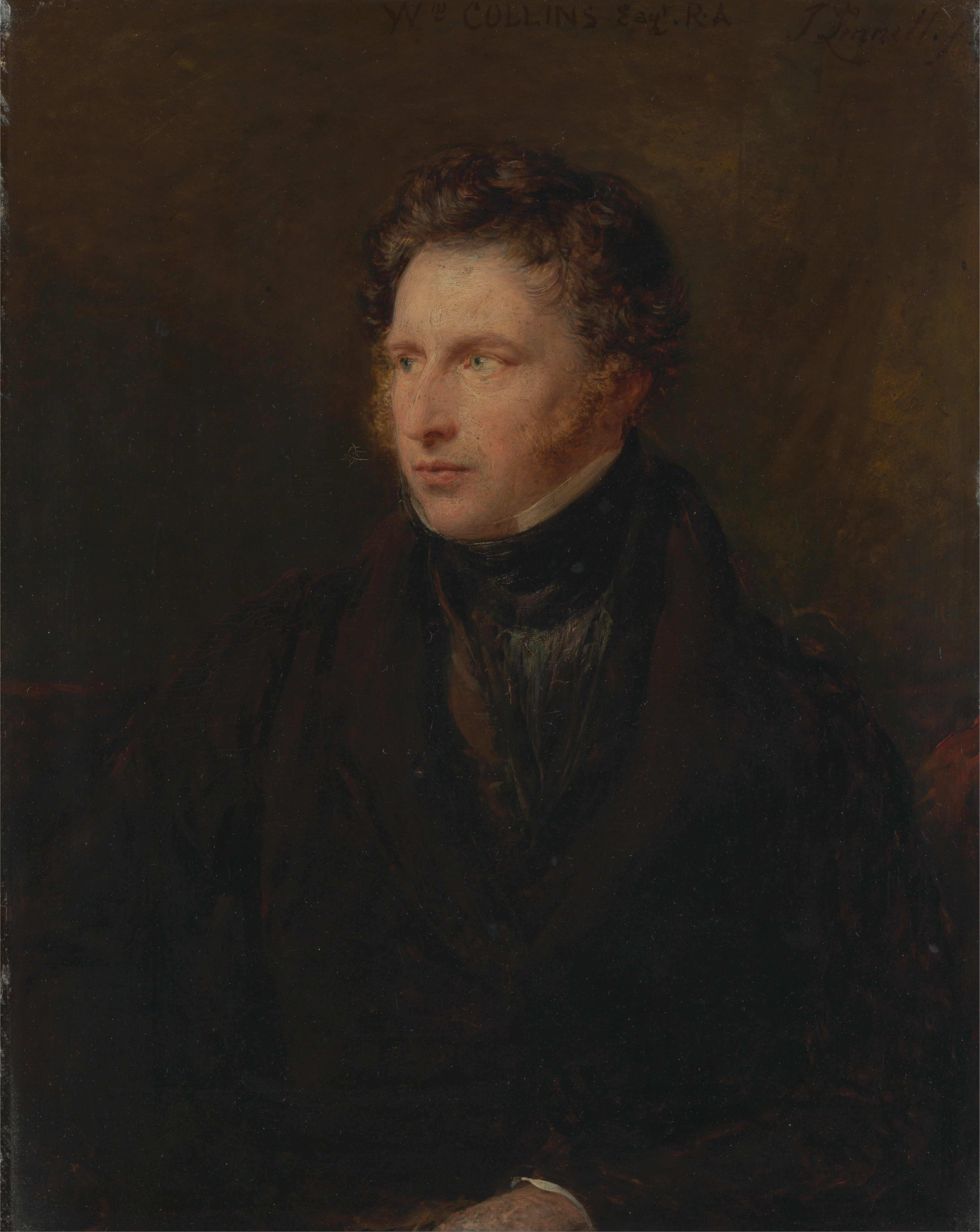
威廉·柯林斯

威廉·柯林斯（英語：William Collins，1788年9月18日—1847年2月17日），英国肖像与风景画家。
柯林斯曾经和自己父亲的朋友乔治·默兰德（George Morland）学习过绘画。1807年他被皇家艺术学会下属的艺术学校录取。1820年他成为英国皇家学会会员，常在皇家学会的夏季展览中展出自己的作品。他的画作在当时十分有名，比他的竞争对手约翰·康斯特勃的名气要大，但是后来他逐渐很少为人所知，以致于他的作品逐渐流失，很难找到。他的儿子是小说家威尔基·柯林斯，最小的儿子是画家查尔斯·奥尔斯顿·柯林斯（Charles Allston Collins）